# Jigsaw (Saw)
John Kramer oftewel Jigsaw is een personage uit de horrorfilmreeks Saw. Het personage wordt gespeeld door acteur Tobin Bell.

## Personage
John Kramer is een ingenieur met een tumor op zijn frontale kwab. Nadat zijn vrouw een miskraam kreeg (in de kliniek die ze runden sloeg een verslaafde de deur tegen de zwangere vrouw aan waardoor de baby stierf) vergeeft hij het de verslaafde maar laat hem in een val over zijn leven beslissen. Nadat hij hoort dat hij een tumor heeft, stort zijn leven in en probeert hij zelfmoord te plegen. Na een mislukte poging krijgt hij veel respect voor het feit dat hij leeft en wil dat ook naar andere mensen overbrengen. Hij doet dit door vallen te bouwen waarbij het slachtoffer de keuze tussen leven en dood moeten maken. De vallen hebben vaak te maken met de achtergrond van het slachtoffer. Als het slachtoffer wil blijven leven, moet dit wel vaak op een pijnlijke manier. Kramer krijgt de naam "Jigsaw" (Engels voor "legpuzzel") van de media omdat hij puzzelstukjes uit het vlees haalt van de mensen die gefaald hebben in zijn vallen.